# Stazione di Lunghezza
La stazione di Lunghezza è una fermata ferroviaria posta sulla linea Sulmona-Roma; serve la zona di Lunghezza della città di Roma.

## Storia
Aperta nel 1887 insieme alla tratta Roma-Tivoli, che in seguito diventò parte integrante dell'attuale Roma-Sulmona-Pescara, è stata utilizzata prevalentemente per le merci fino agli anni '60, vista la poca presenza di abitazioni nella zona. Solo dagli anni '60 in poi, con l'inizio delle opere di urbanizzazione della zona ha cominciato ad avere un maggior afflusso di passeggeri.
Fino al 9 luglio 2007 era gestita come stazione, in tale data venne poi trasformata in semplice fermata. Il fabbricato viaggiatori è stato chiuso al servizio passeggeri.

## Strutture e impianti
La fermata si trova nella località di Lunghezza al limite orientale del territorio comunale di Roma, lungo la via Collatina. A poche centinaia di metri si trova il casello dell'Autostrada A24.
La zona servita è compresa tra la Via Tiburtina e la Via Prenestina, strade sovente interessate da un intenso traffico automobilistico. Di fronte alla fermata fermano le autolinee urbane dell'ATAC.
Dal sottopasso della stazione è possibile accedere al parco del Castello di Lunghezza.

## Movimento
Dal 9 dicembre 2007, nei giorni lavorativi, c'è un treno ogni 30 minuti tra Roma Tiburtina e Lunghezza, ed un treno ogni ora per Guidonia Montecelio e Tivoli; nelle ore di punta mattutine c'è un treno ogni 10/15 minuti in direzione di Roma Tiburtina. Vi fermano inoltre anche treni regionali da/per Avezzano.

## Servizi
- Stazione video sorvegliata
- Annuncio sonoro arrivo del treno
- Sottopassaggio
- Servizi SOS
- Biglietteria (Solo automatica)

## Interscambi
- Linee autobus ATAC